# ريان برانت
ريان برانت (بالإنجليزية: Ryan Brunt)‏ هو لاعب كرة قدم بريطاني، ولد في 26 مايو 1993 في برمنغهام في المملكة المتحدة. لعب مع ستوك سيتي وستيفيناغ بوروه ونادي إكزتر سيتي ونادي بريستول روفيرز ونادي بليموث أرجايل ونادي ترانمير روفرز لكرة القدم ونادي لوتون تاون ونادي ليتون أورينت ونادي يورك سيتي.

## وصلات خارجية
- ريان برانت على موقع قاعدة بيانات كرة القدم.إي يو (الإنجليزية)
- ريان برانت على موقع Soccerbase.com (لاعب) (الإنجليزية)
- ريان برانت على موقع Soccerway.com (الإنجليزية)